# 365 플러스
365 플러스는 홈플러스가 운영하는 대한민국의 편의점이다. 지점이 주로 수도권지역에 쏠려있다는 것이 특징이며 사업축소로 인해 현재는 가맹을 받지 않고 기존 점포만 유지중이며 나머지 점포들도 업종전환및 타브랜드로 전환되면서 사라지게 된다.

## 연혁
- 2011년 11월 22일 : 홈플러스 365 편의점 1호 출점 최초지점대치동점
- 2014년 7월 1일 : 홈플러스 365에서 365 플러스 변경함
- 2022년  1월 1일 :폐업

## 매장 지역
총 매장은 다음과 같다.
- 서울특별시3: 강서사옥점, 방이파크점(→ CU), 상봉건영점(→ (MINISTOP→7-11),
- 인천광역시와 경기도8 : 간석오거리점,광명성희점(갈비집으로 변경), 김포한화점 (→ CU)  , 수원호매실점  (→ GS25)  , 안성아양점 (→emart24), 안양박달점  (→ CU) , 의정부가능점, 중산빌리지점  (→ CU)